# G-Art Blok
G-Art Blok is een kunstcentrum in Paramaribo. Het werd in 2015 opgericht door de kunstenaar George Struikelblok en richt zich op tentoonstellingen, presentaties, workshops en uitwisselingsprojecten. Het heeft een galerie aan de Verlengde Keizerstraat 35 in Paramaribo.

## Kunstonderwijs
G-Art Blok is sinds 2016 actief met de Cultuur Caravaan, samen met Culturele en Creatieve Vorming (CCV) van directoraat Cultuur van het Ministerie van OW&C. Het startschot werd in 2016 gegeven door minister Robert Peneux. Het project heeft binnen enkele jaren duizenden kinderen in geheel Suriname bereikt, die zelf kunstzinnig bezig kunnen zijn met het maken van kunst, zoals tekenen, schilderen, kleien en knutselen.
In juni 2017 begon het centrum met het programma G-Art Blok Top Education (GATE), een modulaire vakopleiding met een-op-een-opleiding van beeldende kunstenaars, vormgevers, fotografen en filmmakers. Het startniveau van de cursisten varieert van beginnende tot professionele kunstenaars.

## Uitwisselingen
Terugkerend zijn de uitwisselingsprojecten. In 2016 organiseerde G-Art Blok met de Federation of Visual Artists in Suriname (FVAS) en de houtimporteur Barth & Co uit Duitsland een uitwisseling, waarin het werk van Anatol Herzfeld (toen 85) en Frank Merks (toen 58) centraal stond. Beide kunstenaars waren nog niet eerder in Suriname geweest en vervaardigden kunstwerken uit hout over Suriname op basis van foto's en video's. De expositie werd in G-Art Blok gehouden. In 2018 waren er verschillende uitwisselingen van kunstenaars uit beide landen, met twee Duitse exposities in Suriname, onder meer in G-Art Blok. Vanuit Suriname maakte een groep van twintig kunstenaars een tegenbezoek met exposities in Duitsland.
In 2016 nam G-Art Blok deel aan een uitwisselingsprogramma van de Readytex Art Gallery waarbij Rosie Gordon-Wallace uit Miami en een groep Amerikaanse kunstenaars de galerie aandeden.